# Phantasien im Bremer Ratskeller
Phantasien im Bremer Ratskeller. Ein Herbstgeschenk für die Freunde des Weines sind Titel und Untertitel einer 1827 veröffentlichten satirischen Erzählung Wilhelm Hauffs über burlesk-spukhafte Erscheinungen im Delirium eines nächtlichen Trinkgelages.

## Überblick
Den ersten September wählt der Erzähler, ein Doktor der Philosophie, nach der Tradition seines Großvaters zum „Schalttag“, d. h. zum Reflexionstag über sein Leben, in diesem Fall ist es eine Gedächtnisnacht im Bremer Ratskeller. Er will seine Gastfreunde nicht mit seiner Schwermut über eine nicht erwiderte Liebe belasten und steigt deshalb in dieser Nacht allein in den Weinkeller unter dem Rathaus. Im ersten Abschnitt der Erzählung trinkt er sich bei der Besichtigung der alten Weinfässer in Stimmung, im zweiten erinnert er sich sentimental wehmütig an seine Lebensphasen. Dann treten in menschlicher Gestalt die Weingeister der alten Fässer auf, feiern sich selbst und erzählen von alten Sagen. Er hört ihnen zu und sie befragen ihn über die Neuzeit. Die Veränderungen werten sie als Verweichlichung. Kunst und Literatur interessiert sie, abgesehen von den Trinkliedern, nicht. Mit seiner endgültigen Abweisung durch die Umworbene am nächsten Morgen schließt sich für den Erzähler der Handlungskreis.

## Inhalt
| → Inhalt |
| 1 Während seine Seele „auf Unserer Lieben Frauen Kirchhof nachwandelt[-]“, betritt er am 1. September um zehn Uhr allein den Ratskeller und lässt sich vom Ratsdiener in die Weinkeller führen: Er verweilt vor dem Bacchusfass mit der wie lebendig wirkenden, darauf sitzenden Skulptur des Weingottes. Im „Apostelkeller“ nimmt er Kostproben aus den zwölf nach den Aposteln benannten Fässern, und im „Rosekeller“ trinkt er Wein aus dem Rosefass. Dann verlässt ihn der Diener, denn ihn gruselt vor dem Spuk der Nacht, und schließt ihn in dem Keller ein. 2 „[T]ief unten im Schoße der Erde“, außerhalb der Gesellschaft, lässt er bei jedem Glas Wein eine Epoche seines Lebens Revue passieren: Die bemutterten Wiegentage und die „Wonnezeit […] holder Träume“ der Kindheit. Die Phase der Jugend mit dem Tod des Vaters und den von den Brüdern als Wurfgeschosse missbrauchten Bücher des Großvaters. Die Zeit mit den „Genossen jener Tage, wo kein Rang, kein Stand, kein Ansehen galt“, während jetzt viele Kameraden im Gegensatz zu ihm in Amt und Würden sind. Die Pubertät mit den an der Literatur der Klassiker angelesenen übersteigerten Erwartungen, den ersten missglückten Liebeserfahrungen. Das „hohe[-], edle[-], rohe[-], barbarische[-], liebliche[-], unharmonische[-], gesangvolle[-], zurückstoßende[-] und doch so mild erquickende[-] Leben der Burschenjahre“ und die „Verwirrungen der unberechenbaren Liebschaften. [-]“ 3 In menschlicher Gestalt und altertümlicher Kleidung treten die zwölf Apostel-Weingeister auf und versammeln sich mit dem hölzernen nackten Bacchus und seiner Freundin, der nach dem Vorbild ihres Fasses beleibten Jungfer Rosalia, zum Trinkgelage und zur Feier der rheinländischen Rebenlandschaft und Weinkultur. Kellermeister Balthasar füllt immer wieder die Römer-Gläser nach. Sie singen Lieder und lassen einander und die schönen alten Zeiten hochleben. Damals tranken die Menschen unvermischten und nicht, wie jetzt, mit spanischem Süßen vermischten Rheinwein. Heute schätzen die Bremerinnen bei ihren Kränzlein dagegen „allerlei miserables Zeug, Tee und dergleichen“, was man früher nur gegen „Hüstlein und sonstige Beschwerden“ verabreichte. In Erinnerung an die Trinkfestigkeit und die hohe „Eichung“ der Vorfahren erzählt Jungfer Rose eine Geschichte aus dem Dreißigjährigen Krieg: Gesandte des Königs Gustav Adolf verhandelten mit den Stadträten über den Durchzug der schwedischen Truppen. Der Vertrag sollte nach Bremer Brauch im Weinkeller ausgehandelt werden. Dazu entsandten beide Seiten trinkfeste Vertreter. Am Ende waren die meisten betrunken eingeschlafen und es blieben nur des Königs Reitknecht Balthasar Ohnegrund und der Zirkelschmied Walther im Trinkwettbewerb. Walther siegte für die Bremer, denn er hatte auf seinem Kopf einen silbernen Hahn installiert, durch den er immer wieder den Weingeist entströmen ließ. Da er aber seinen Gegner wegen seiner „Kunst im Trinken“ lieb gewonnen hatte, bot er ihm das Amt des Kellermeisters an. Mit den benebelten Schweden schlossen die Bremer einen zweideutigen Vertrag ab, so dass man es mit dem Kaiser nicht verdarb. Anschließend erzählt der Kellermeister-Geist, wie er seine Seele dem Teufel gegen lebenslangen Weingenuss verkaufte. Jetzt bewirtet seine Seele im Kellergewölbe die Weingeister. Als es zwölf Uhr schlägt, erscheint der riesige steinerne Roland in der Halle und freut sich, dass man, wie ihm der Erzähler versichert, seine Heldentaten noch kennt: „So haben wir nicht vergebens gelebt, alter Karl […] die Nachwelt feiert unsere Namen.“ Bacchus rühmt den Kaiser Karl, weil er Reben aus südlichen Ländern im Rheingau anpflanzen ließ, und der Erzähler singt ein Rhein-Wein-Lied. Darauf fordern ihn die Geister auf, vom jetzigen Leben auf der Erde zu berichten. Er will mit der deutschen Literatur und dem Theater beginnen, doch das interessiert die Zuhörer nicht. Sie wollen etwas Welthistorisches hören, aber außer dem Dekabristenaufstand in Petersburg, der Wiederzulassung des Jesuiten-Ordens durch die Restauration in Frankreich und dem Freiheitskampf der Griechen gegen die Osmanen kann er nichts finden. Roland ist zornig, als er hört, dass die anderen europäischen Staaten die Griechen nicht unterstützen, und verlässt den Weinkeller. Die Geister sind froh, dass der Störenfried ihrer Freudigkeit gegangen ist und Bacchus beginnt einen Kreiseltanz mit Jungfer Rose. Dann spannen die Apostel ein Tuch, legen den Erzähler darauf und schleudern ihn durch die Decke und das Dach des Rathauses hoch in die Luft. Nach dem Fall landet er betäubt und mit Kopfschmerzen auf dem Fußboden. Der Spuk ist verschwunden und er weiß nicht, ob alles nur geträumt war oder wirklich geschehen ist. Um sechs Uhr schließt der Ratsdiener die Kellertür auf. Die Nacht des Doktors als einsamer „Trunkenbold“ im Weinkeller hat sich in der Stadt schnell herumgesprochen, und als er am Morgen sein geliebtes Fräulein besucht, wird er kalt abgewiesen: Er solle seinen Rausch ausschlafen. Gekränkt darüber, dass sie ihn nicht zur Rede stellte und ihm keine Gelegenheit zu einer Erklärung gab, eilt er zum Gasthof zur Stadt Frankfurt zurück und reist noch am selben Tag ab. |

## Form

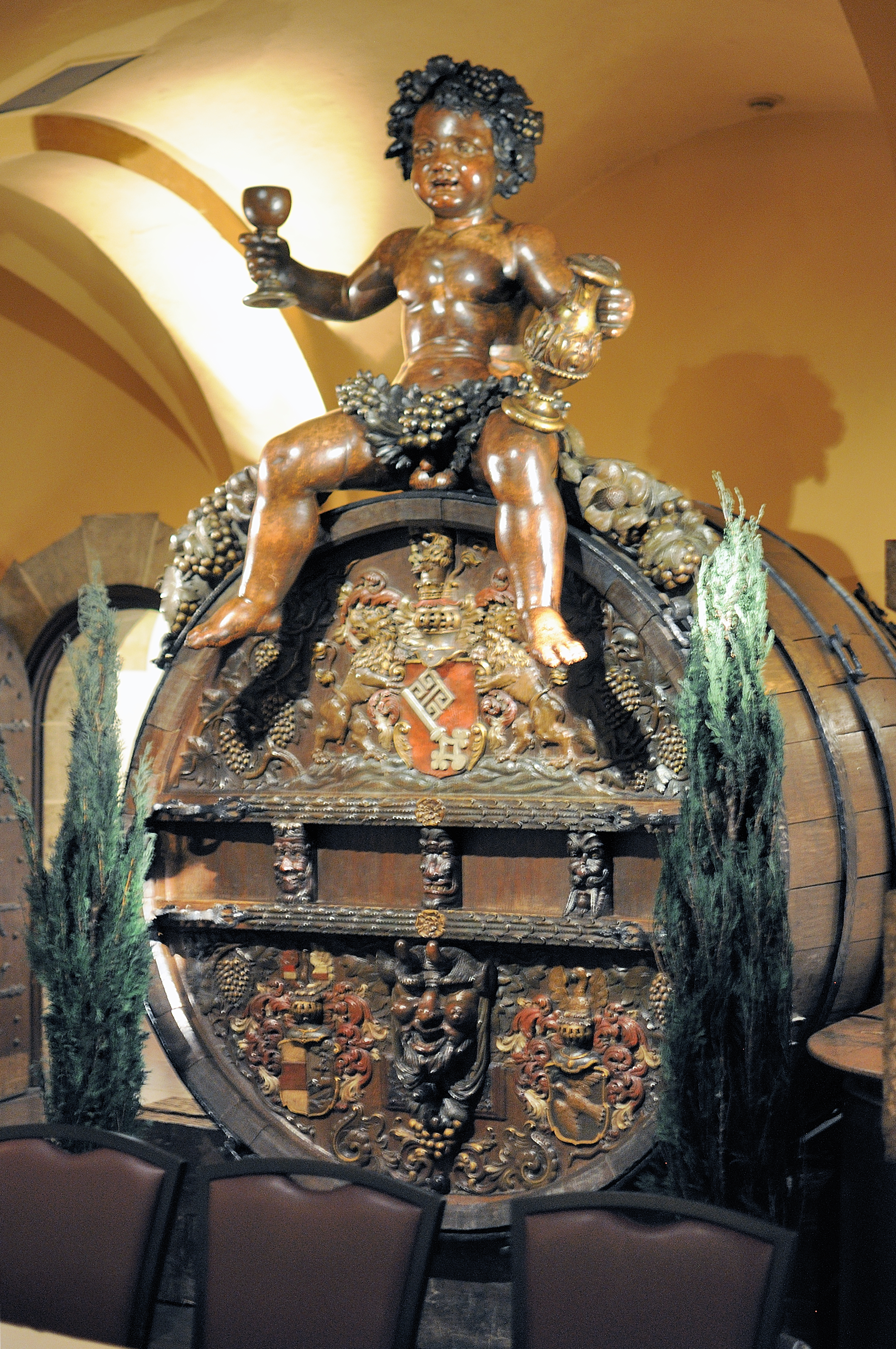
Bacchusfigur im Bremer Ratskeller

Im Rahmen einer rauschhaften Nacht während seines Aufenthalts in Bremen erlebt der Ich-Erzähler im Weinkeller bei zunehmender Trunkenheit phantastische Spukbilder und eine Verwischung der Grenzen zwischen Realität und Irrealität: Biedermeierlich mute „die Verschmelzung von Elementen des Rokoko und der Romantik an, wenn einerseits Gestalten der christlichen und klassischen Mythologie spielerisch allegorisch und frivol theatralisch aufgeputzt erscheinen, andererseits in Anlehnung an E.T.A. Hoffmann das Unwirkliche als real und das Wirkliche als irreal dargestellt wird.“

## Autobiographische Bezüge
Hauff verarbeitet in seinen „Phantasien“ seine Erlebnisse eines Aufenthalts in Bremen im Spätsommer 1826, v. a. ein vom Bürgermeister zu Ehren des Gastes veranstaltetes „Gelag“ im Ratskeller am 2. September. Die als Rahmen gesetzte unglückliche Liebesgeschichte bezieht sich auf Hauffs Ablehnung von Josefe Stolberg, die zu Besuch im Gildenmeisterhaus am „Unserer Lieben Frauen Kirchhof“ war. Hier nachtwandelt die Seele des Erzählers.
In den Lebenserinnerungen des Erzählers findet man Ähnlichkeiten zur Biographie des Autors: Als Hauff sieben Jahre alt war, starb sein Vater und die Mutter zog mit den vier Kindern zum Großvater nach Tübingen. Erfahrungen der Burschenjahre konnte der Autor als Mitglied der Burschenschaft Germania Tübingen sammeln.

## Rezeption

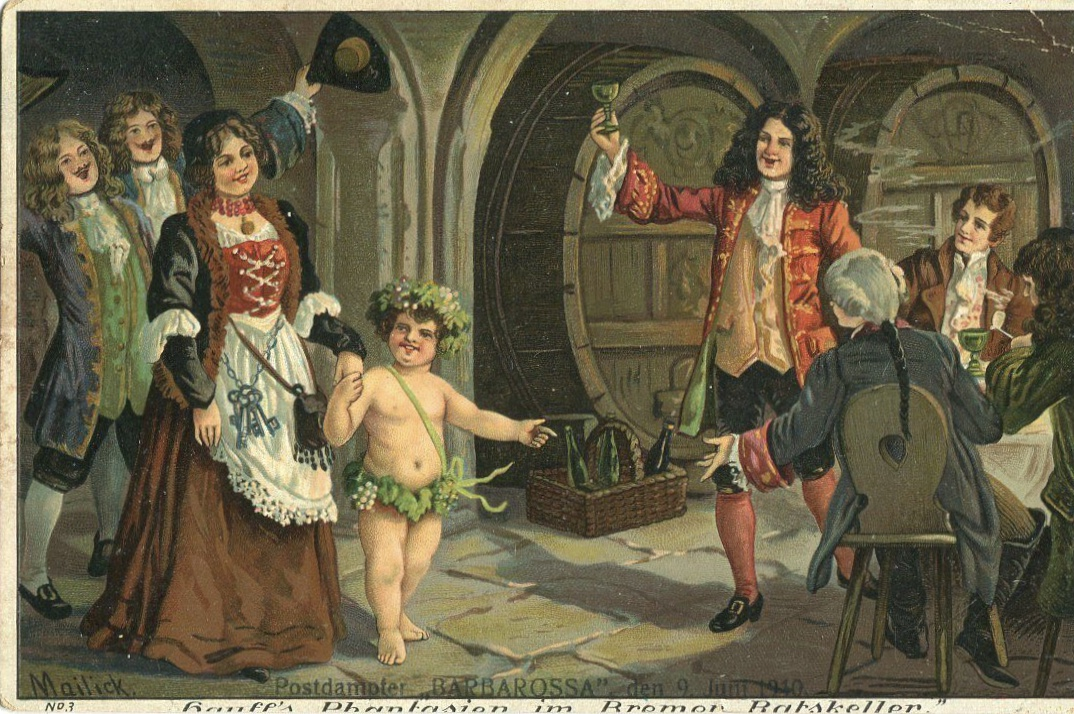
A. M. Mailick, „Hauff’s Phantasien im Bremer Ratskeller“, um 1910

Hauffs Erzählung wurde von der Literaturkritik sehr zustimmend aufgenommen. Der Rezensent des „Litteraturblattes“ schrieb: „So leicht das Ganze hingeworfen ist, so tief und sinnig ist die zu Grunde liegende Idee, die Begeisterung des Trinkers nach allen Seiten, in ihren weichen Regungen und in ihren wilden, grellen Ausbrüchen, mit ihren fröhlichen Bildern und Klängen und mit ihren schwarzen Phantasien, ihren dumpfhohlen Tönen darzustellen […] Die gemütliche Beschauung des inneren und äußeren Lebens bei den ersten Gläsern ist ebenso rührend, als die mancherlei Begegnisse, Verhandlungen, Gruppen und Verschlingungen der vom Weingeist völlig Besessenen komisch sind“. Der erste Herausgeber der Erzählung Willibald Alexis lobte den satirischen Charakter, der sich hinter den scheinbar delirierenden Äußerungen verbirgt: „Welcher frische Dichtergeist atmete darin neben einer geadelten Satire! Sie haben allgemeine Anerkennung gefunden.“ „Die Reihe der satirisch-kritischen Ausfälle gegen die herrschenden gesellschaftlichen und einige literarische Zustände in Deutschland“ zeuge von „hohem politischen Bewusstsein des Autors.“

## Adaption
Hörbuch. Lesung mit Hans Paetsch. ca. 1 St. 24 Min, NDR Kultur, Der Audio Verlag, 1. Edition, 16. März 2022.

## Vertonungen
- Walter Niemann: Phantasien im Bremer Ratskeller. Klavierzyklus nach Worten von Wilhelm Hauff, op. 113, 1928.